# 丘氏平背䲁
丘氏平背䲁（學名：Stathmonotus culebrai），為條鰭魚綱䲁形目煙管䲁科平背䲁屬的一個種，分布於中太平洋東部哥斯大黎加及巴拿馬海域，深度1至15公尺，本魚細長，頭短而鈍，嘴大而斜，前鰓蓋骨的後緣被皮膚覆蓋，前鼻孔有觸鬚，眼睛上方和頸背上無觸鬚，背鰭硬棘39-42枚、臀鰭硬棘2枚、臀鰭軟條20-23枚，體色變化很大，個體有全綠或淡黃色、有豹紋斑點，或黑色，背鰭和頭頂為白色，體長可達5公分，棲息在岩礁區的海草床，雌魚產附著性卵，雄魚會守護卵，生活習性不明。